# Retinopatía por cloroquina

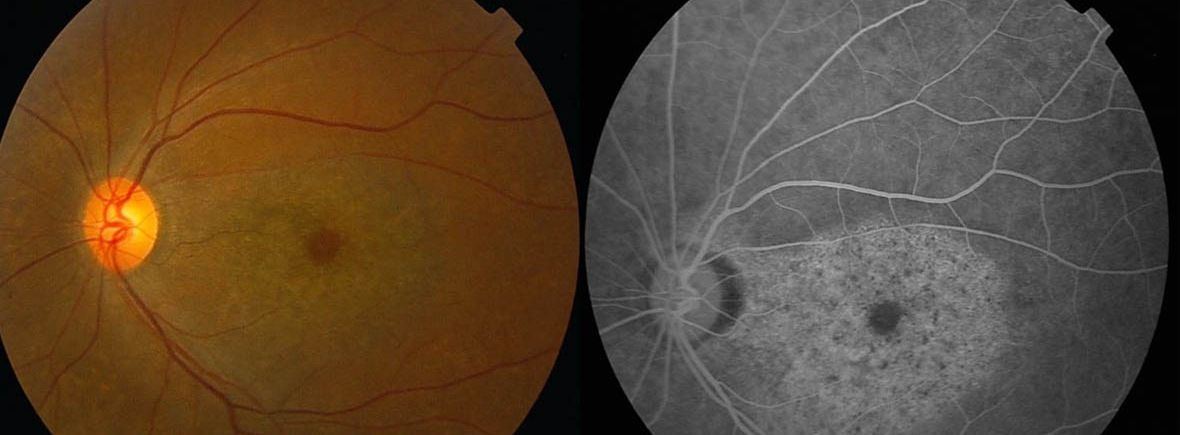
Retinopatía por cloroquina.

La retinopatía por cloroquina es una enfermedad ocular que afecta a la retina, la zona del ojo sensible a la luz en la que se encuentran las células fotorreceptoras que son los conos y los bastones. La cloroquina es un medicamento que se empleó inicialmente para el tratamiento del paludismo, pero posteriormente se mostró eficaz para tratar la artritis reumatoide, el lupus eritematoso sistémico y otras enfermedades del colágeno. Sin embargo puede causar como efecto secundario la retinopatia por cloroquina.

## Síntomas
Los síntomas principales consisten en déficit de capacidad visual, visión distorsionada, dificultad para enfocar, alteraciones en la correcta percepción de los colores y presencia de escotomas, es decir zonas ciegas en el campo visual.

## Factores de riesgo
Los factores de riesgo que hacen más probable la aparición de la retinopatía por cloroquina son:
- Dosis de cloroquina superiores a 6.5 mg por kg y día.
- Duración del tratamiento superior a los 5 años.
- Obesidad.
- Edad mayor a 60 años.
- Existencia de enfermedad previa del riñón o el hígado.
- Retinopatía previa.

## Prevención y tratamiento
Se recomienda que los pacientes en tratamiento con cloroquina o hidroxicloroquina sean revisados por el oftalmólogo cada 1 o 2 años. Cuando se presentan signos de la enfermedad, debe suspenderse la utilización del fármaco, sin embargo en ocasiones el mal sigue progresando a pesar de haber dejado el medicamento responsable.